# وینات (یمن)
 وینات  روستای کوجکی در عزلهٔ (خمس قدیم) در ناحیهٔ (صوان) از توابع استان مَحویت در کشور یمن در شبه جزیره عربستان است. 
جمعیت آن (۱۲انوار) برابر با ۵۵۰ نفر می‌باشد.
این روستا زادگاه یکی از امامان زیدی‌مذهب یمن، یحیی بن الناصرالدین احمد بن الامام یحیی بن الحسین است.